# 赵春华
赵春华（1963年2月—），山东青岛人，医学家、教授，九三學社社員，幹細胞基礎及臨床轉化研究專家，歐洲科學、藝術與人文學院院士，北京協和醫學院長聘教授，中國醫學科學院組織工程研究中心主任，幹細胞新藥研發及臨床轉化研究北京市重點實驗室主任，上海大學生命科學學院院長、教授。
中华人民共和国教育部第四批“长江学者”特聘教授，曾参与中国国家“973”计划、“863”计划等重点项目。在國際上最早發現和鑒定亞全能幹細胞（PEPSCs）。在2009年度中華人民共和國國家技術發明獎獲得二等獎， 並獲得2021年度華夏醫學科技一等獎。
趙春華是2023年中國工程院院士增選有效候選人，楊寶峰提名。